# Barthold C. Witte

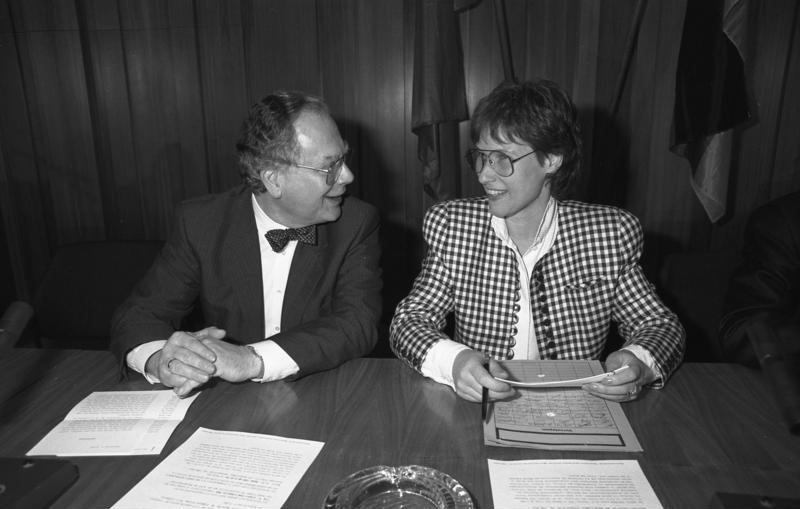
Barthold C. Witte mit Irmgard Adam-Schwaetzer, 1988

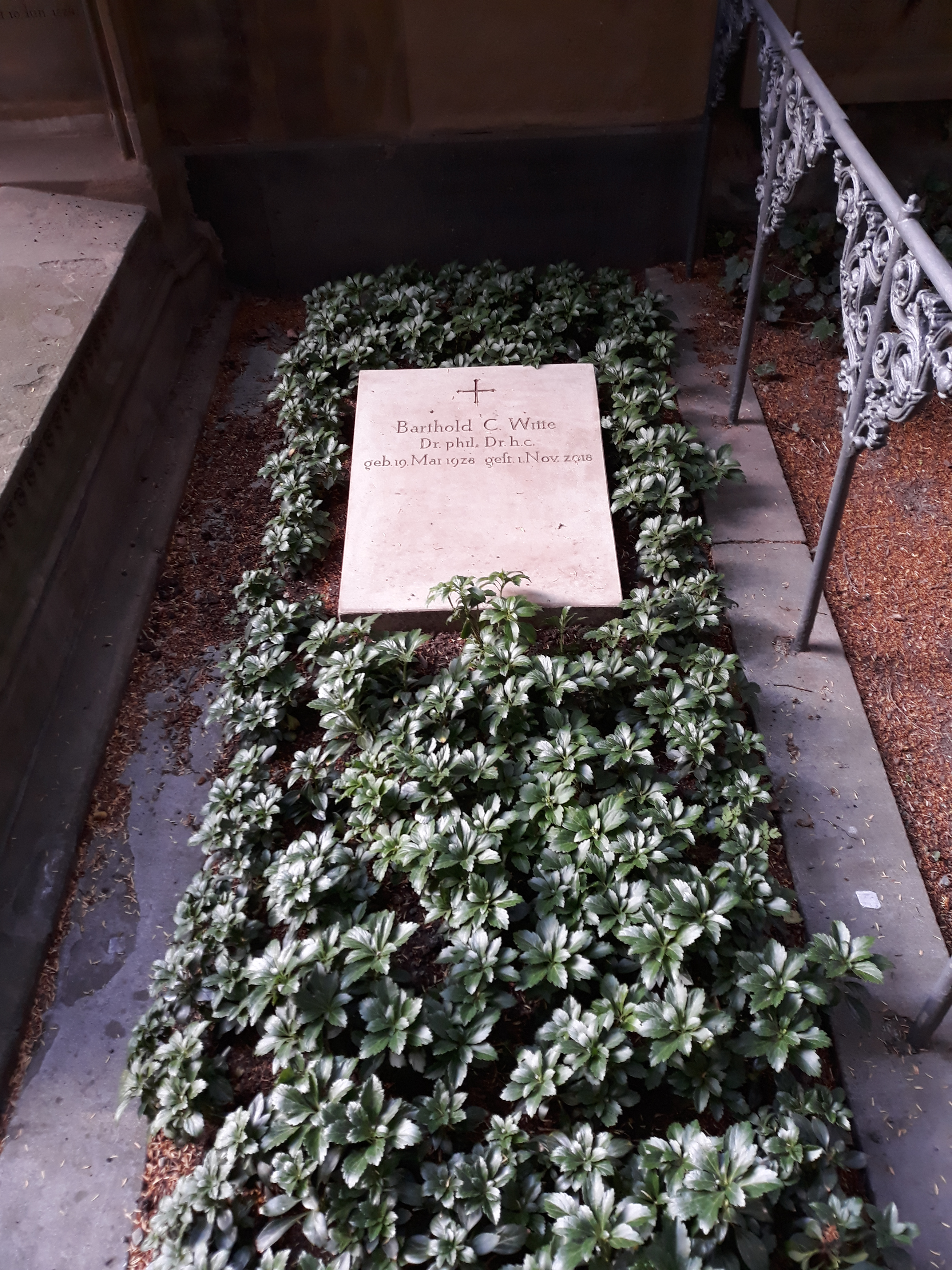
Das Grab von Barthold C. Witte auf dem Alten Friedhof Bonn.

Barthold Carl Witte (* 19. Mai 1928 in Kirchberg (Hunsrück); † 1. November 2018 in Bonn) war ein deutscher Ministerialbeamter und Schriftsteller.

## Ausbildung und Beruf
Barthold C. Witte war Pfarrerssohn und wuchs in Solingen-Wald auf. Er besuchte Oberschulen in Solingen, Löwenberg (Schlesien) und Dresden. Nach Flakhelfer-Kriegsdienst in Dresden, zwei Jahren als Bauernknecht in Merxheim (Nahe) und dem Abitur in Sobernheim studierte er ab 1947 Geschichte, Germanistik und Geographie an der Johannes-Gutenberg-Universität Mainz und der Universität Zürich. Noch vor seinem Studienende wurde er 1952 als Assistent des Bundestagsvizepräsidenten und FDP-Fraktionsvorsitzenden Hermann Schäfer nach Bonn berufen. 1957 wurde er mit einer Arbeit über Herrschaft und Land im Rheingau an der Universität Mainz promoviert. 1958/59 war er Pressereferent im saarländischen Wirtschaftsministerium. 1959 wurde er einer der leitenden Redakteure der „Vertraulichen Wirtschaftsbriefe“, einer in Detmold herausgegebenen Zeitschrift. 
1963 wurde er Leiter der Auslandsabteilung der Friedrich-Naumann-Stiftung in Bonn, von 1965 bis 1971 wirkte er als deren Geschäftsführer. Er war 1961–1964 Vorstandsmitglied und 1991–1995 stellvertretender Vorsitzender der Friedrich-Naumann-Stiftung; 1976–1991 gehörte er dem Kuratorium der Stiftung an, war 1959/60 Mitglied im Beirat sowie 1960/61 und von 1978 bis 1986 dessen Vorsitzender. Von 1992 bis 2002 fungierte Witte als Herausgeber und Chefredakteur der Zeitschrift „liberal“. Er war viele Jahre und bis zu seinem Tod Mitglied im Kuratorium der Wolf-Erich-Kellner-Gedächtnisstiftung zur Vergabe des Wolf-Erich-Kellner-Preises.
1971 wurde Witte von Bundesaußenminister Walter Scheel in das Bonner Auswärtige Amt berufen. Hier war er als Leiter des Grundsatzreferats, Leiter des Planungsstabes und von 1983 bis 1991 a Leiter der Kulturabteilung im Amt eines Ministerialdirektors mit der auswärtigen Kulturpolitik befasst. 1973/74 war er Mitglied der Delegation der Konferenz für Sicherheit und Zusammenarbeit in Europa (KSZE) in Genf. 1974/75 wirkte er als Gesandter an der deutschen Botschaft in Kairo.

## Politik
Seit 1950 Mitglied der FDP, gründete Witte in Mainz eine liberale Hochschulgruppe und war 1952 an der Gründung des Liberalen Studentenbunds Deutschland (LSD) in Bonn beteiligt. Von 1956 bis 1958 war er in Saarbrücken Geschäftsführer der FDP/DPS-Landtagsfraktion. Von 1959 bis 1963 war er Mitglied im Bundesvorstand der Deutschen Jungdemokraten. Von 1960 bis 1964 wirkte er als Generalsekretär, später Präsident des Weltbundes Liberaler Jugend. Witte war in der FDP u. a. Vorsitzender der Kirchenkommission. Später engagierte sich Witte in der Liberal International, u. a. als deren Vizepräsident von 1978 bis 1986, sowie im Verband liberaler Akademiker. 
Unterlagen zu Wittes Tätigkeit für die FDP und die Friedrich-Naumann-Stiftung liegen im Archiv des Liberalismus in Gummersbach.

## Sonstiges
Witte, seit 1977 Mitglied der Landessynode der Evangelischen Kirche im Rheinland, wurde 1991 zum Mitglied des Rates der Evangelischen Kirche Deutschlands berufen. 
Von 1996 bis 2001 war er Vorsitzender des Arbeitskreises selbständiger Kultur-Institute (AsKI).
Witte war seit 1952 verheiratet und hatte einen Adoptivsohn.

## Auszeichnungen
- 2000: Großes Bundesverdienstkreuz mit Stern
- Dr. h. c. des Muhlenberg College in Allentown/Pennsylvania

## Veröffentlichungen
- Herrschaft und Land im Rheingau, Meisenheim 1959.
- Was ist des Deutschen Vaterland?, Mainz 1967.
- Der preußische Tacitus. Aufstieg, Ruhm und Ende des Historikers Barthold Georg Niebuhr 1776–1831, Düsseldorf 1979.
- (Hrsg. zusammen mit Heinz Commer) Bonner Provokationen. Hintergründe und Praxis moderner Politik und Wirtschaft, München 1982.
- Davids Sohn. Die Flucht nach Ägypten, Pfullingen 1985.
- Dialog über Grenzen. Beiträge zur auswärtigen Kulturpolitik, Pfullingen 1988.
- Von der Freiheit des Geistes. Positionsbestimmungen eines Jahrzehnts, Comdok, St. Augustin 1998, ISBN 3-89351-104-0.
- Für die Freiheit eine Gasse. Aus dem Leben eines Liberalen, Hohenheim, Stuttgart/Leipzig 2003, ISBN 3-89850-100-0.
- Freiheit, die ich meine. Menschen, Werke, Ereignisse aus zwei Jahrhunderten, Liberal-Verlag, Berlin 2008, ISBN 978-3-920590-26-4.
- Der Ausstieg. Kriminalroman, Bouvier, Bonn 2010, ISBN 978-3-416-03278-0.